# Football365.fr
Football365.fr è un quotidiano sportivo francese del Groupe Reworld Media. È uno dei siti leader dell'informazione sportiva francese con L'Équipe ed Eurosport.fr. Si occupa principalmente di calcio, ma tratta anche di rugby, basket, volley, auto, moto.
Il quotidiano, con sede a Boulogne-Billancourt nella periferia di Parigi, è noto in Francia per essere uno dei giornali che, insieme a L'Équipe, tratta con attenzione anche il calcio estero tra cui Serie A, Primera División, Bundesliga e Premier League oltre che le Ligue 1 e Ligue 2 francesi. Football365.fr si distingue dalle altre testate in quanto riporta notizie su ogni singola squadra di ogni campionato.

## Storia
Fondato nel 2000 da Patrick Chêne del Groupe Sporever, nel 2009 conta più di un milione di visite mensili. Nel 2015 Football365.fr è stato acquistato dal Groupe Reworld Media, diretto da Pascal Chevallier, insieme a Sport365.fr